# Johann Gottfried Werner
Johann Gottfried Werner (* vor 1846; † 1902 in Naumburg (Saale)) war ein deutscher Architekt und Baumeister des Historismus in Naumburg (Saale).

## Wirken
Einen ersten großen Auftrag erhielt Werner im Zusammenhang mit der Wiederherstellung der romanischen Gestalt der Stiftskirche St. Servatius in Quedlinburg, in die er seit den 1860er Jahren zusammen mit Ferdinand von Quast involviert war und deren neoromanische Türme in den Jahren von 1877 bis 1882 nach seinen Plänen entstanden. Sein Wirken war nicht unumstritten, da er – entgegen der Vorstellungen Quasts – nicht nur einige, sondern alle Elemente entfernen wollte, die nicht der romanischen Zeit angehörten, darunter auch den gotischen Chor und den Zither-Raum mit dem Quedlinburger Domschatz. Letztendlich ließ er aber nur den Rokoko-Altar entfernen und wurde bei den anderen Vorhaben von Quast überstimmt.
Werners eigentliches Wirken in Naumburg begann in den 1870er Jahren vermutlich mit der alten Jägerkaserne, die 1872 nach seinen Plänen erbaut wurde. Schon zuvor hatte er allerdings in den Jahren 1870 und 1871 die Bauschäden des Naumburger Doms untersucht. Es folgte im Jahr 1873 das Kriegerdenkmal Naumburg, das der Berliner Bildhauer Julius Moser schuf. Im Umland Naumburgs ist der früheste nachweisbare Bau das Glockenhaus der Kirche St. Martin in Mertendorf aus dem Jahr 1868. Um das Jahr 1875 entstand die Dorfkirche Bündorf nach seinen Plänen im neoromanischen Stil. Im Jahr 1889 baute Werner die aus dem 13. Jahrhundert stammende und in der Barockzeit erweiterte evangelische St.-Pankratius-Kirche in Pödelist bei Freyburg um, wobei unter anderem der Turm erhöht wurde. In den Jahren von 1893 bis 1895 war Werner für den neoromanischen Neubau der Kirche St. Rupert in Großjena verantwortlich. Die neogotische Kirche St. Elisabeth in Roßbach wurde 1898 nach dem Entwurf von Werner neu errichtet.
Werner leitete seit dem Jahr 1874 Jahren als königlich preußischer Bauinspektor die Restaurierungsarbeiten im Naumburger Dom. Wie schon bei der Quedlinburger Stiftskirche ging sein Wirken über die bloße Restaurierung hinaus und umfasste neben bestandsgemäßen Ergänzungen auch solche, die aus Analogieschlüssen resultierten oder gar von späteren freie Architekten als freie oder gar falsche Ergänzungen bewertet wurden. Später wurde er zum Baurat und zum Mitglied der Denkmals-Commission für die Provinz Sachsen ernannt. Laut einer Tafel an der Westseite stammt der Südwestturm (1891–1894) des Naumburger Doms von Werner. Auf ihn geht aber auch die Neugestaltung des Nordwestturmes zurück, bei der im Jahr 1884 dessen Renaissancehaube durch eine neugotische ersetzt wurde. Während seiner Tätigkeit veröffentlichte er im Jahr 1897 eine fünfzigseitige Beschreibung des Naumburger Doms. Werner lieferte zudem 1878 Zeichnungen der Sakristei des Naumburger Doms. Außerdem sind von 1889 Grundrisszeichnungen der Kapelle Beatae Mariae Virginis, der Kapelle Trium Regum des Domes und der Marien-Magdalenen-Kirche überliefert. In der Stephanuskapelle des Naumburger Doms wurde der Taufstein von Werner entworfen, der allerdings bei Restaurierungsarbeiten zwischen 1940 und 1960  verloren ging. Der genaue Zeitpunkt seines Verschwindens ist unbekannt.

Bauten (Auswahl)
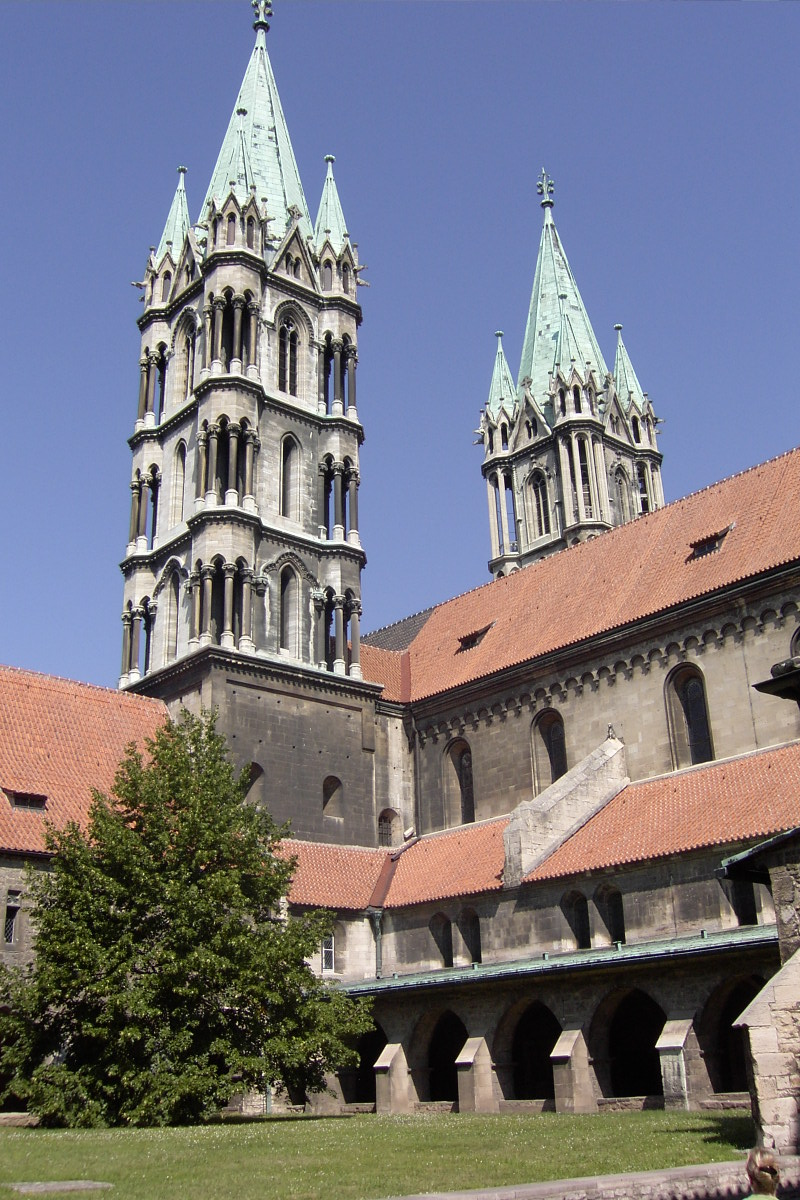
Westtürme des Naumburger Doms
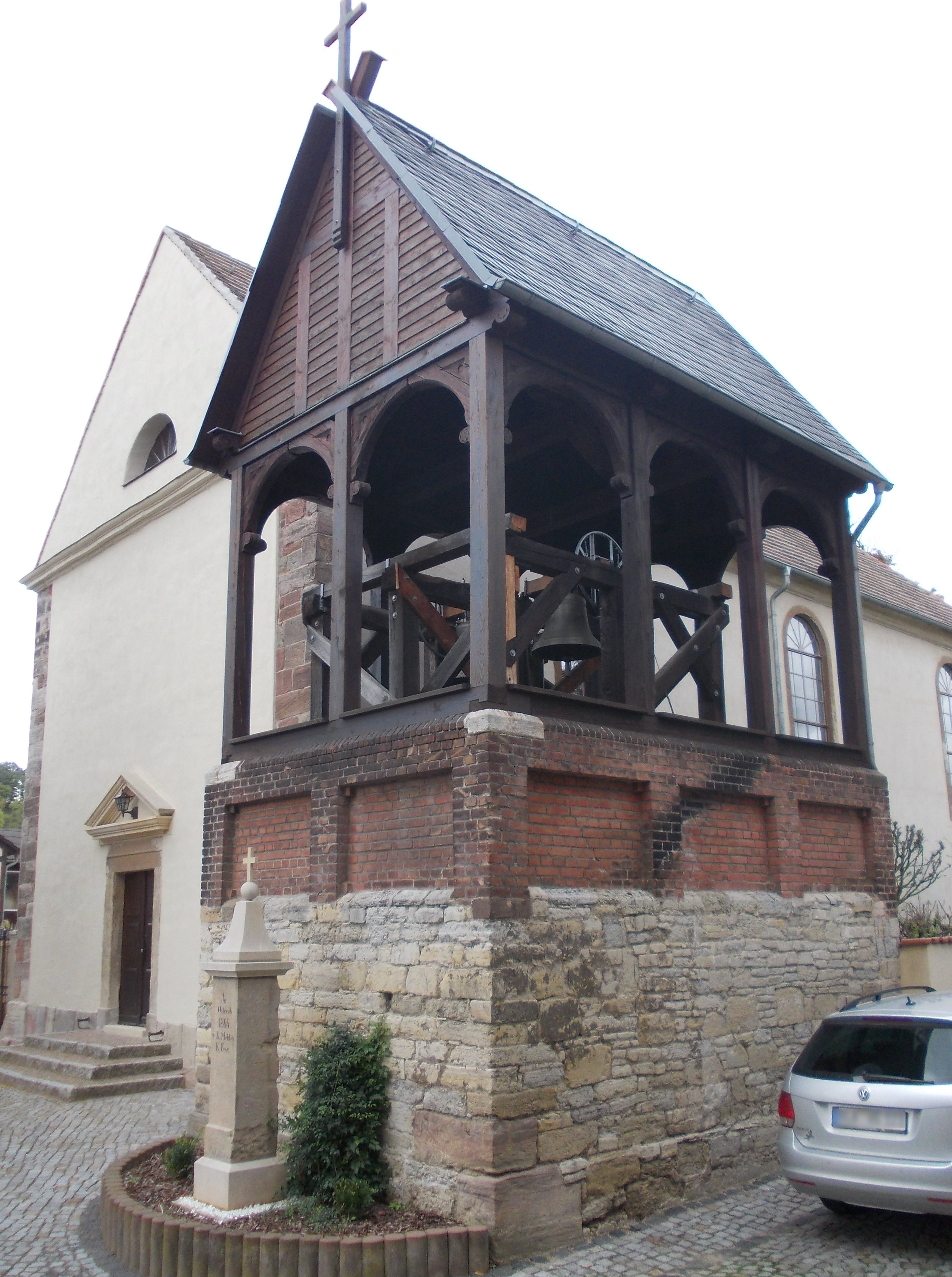
Glockenhaus der Kirche St. Martin in Mertendorf
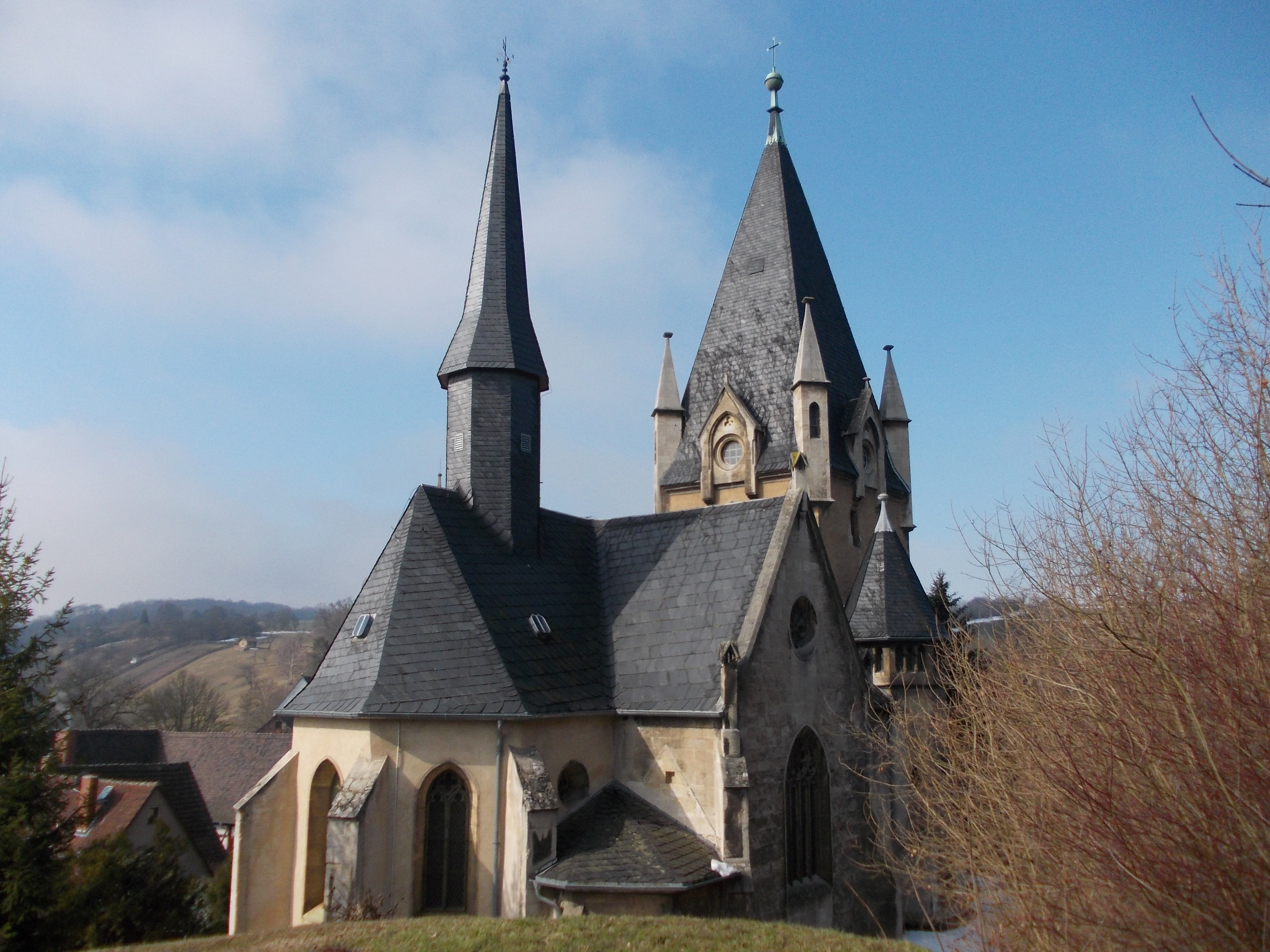
Kirche St. Elisabeth in Roßbach
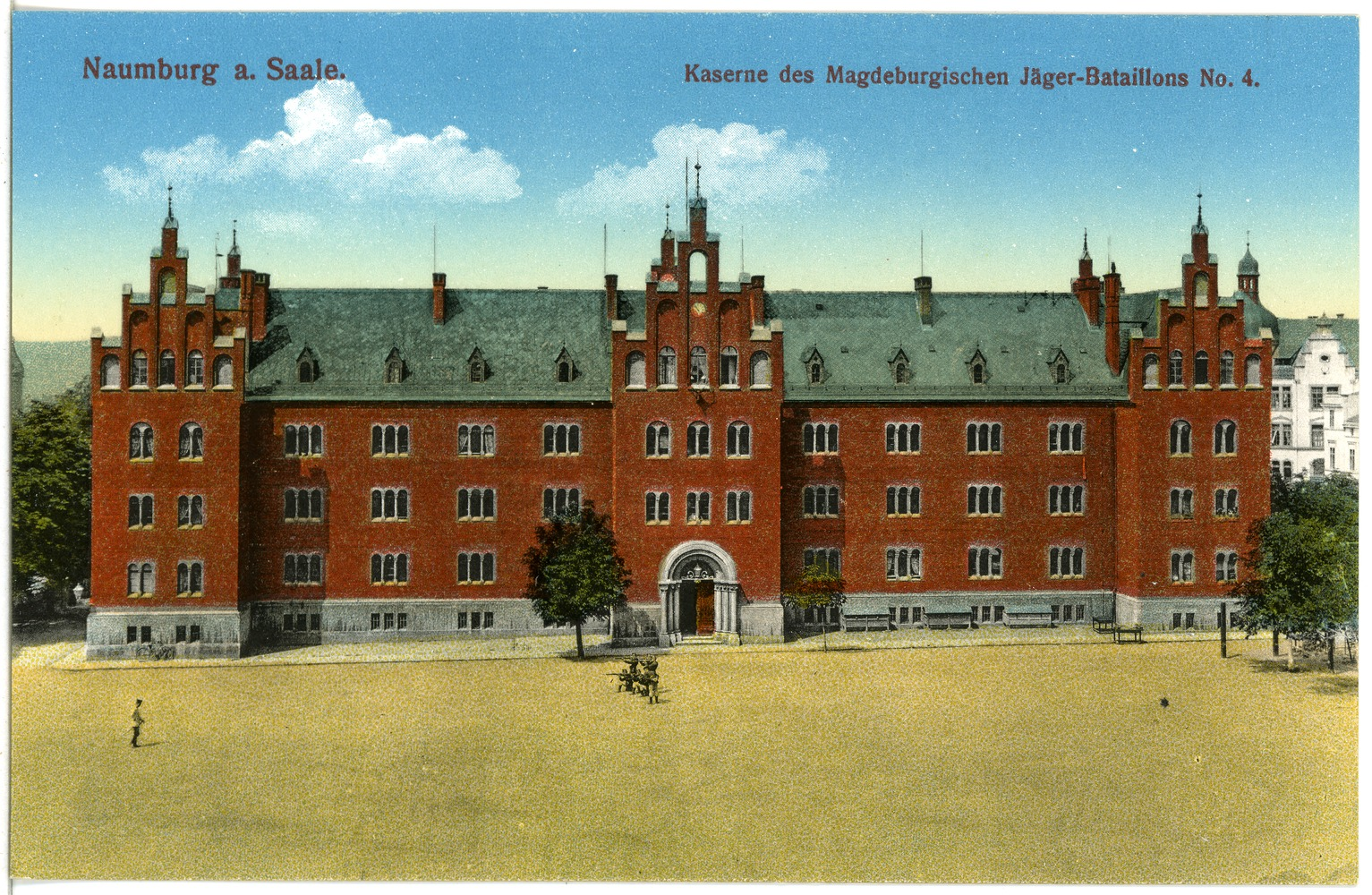
Alte Jägerkaserne in Naumburg
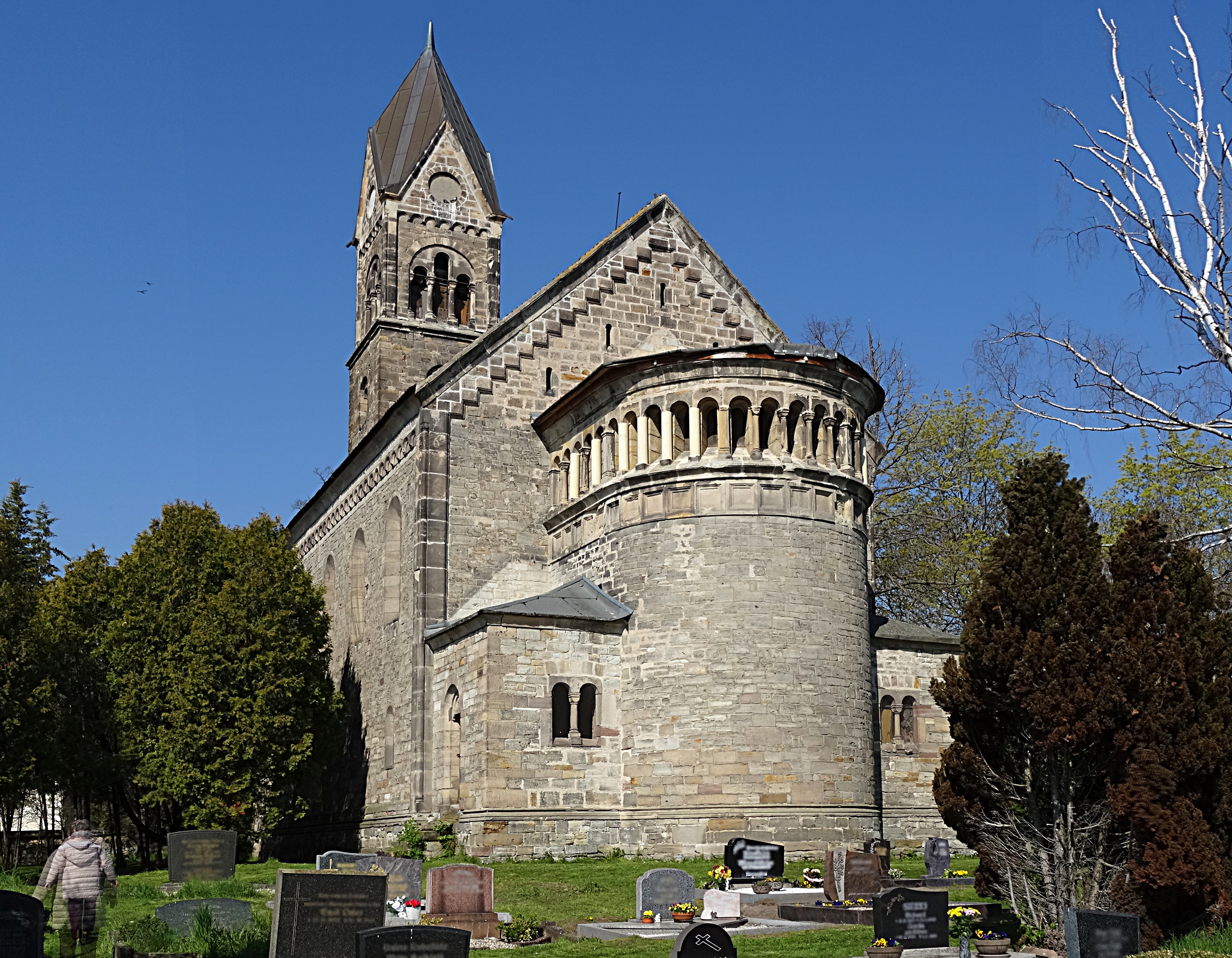
Dorfkirche in Bündorf
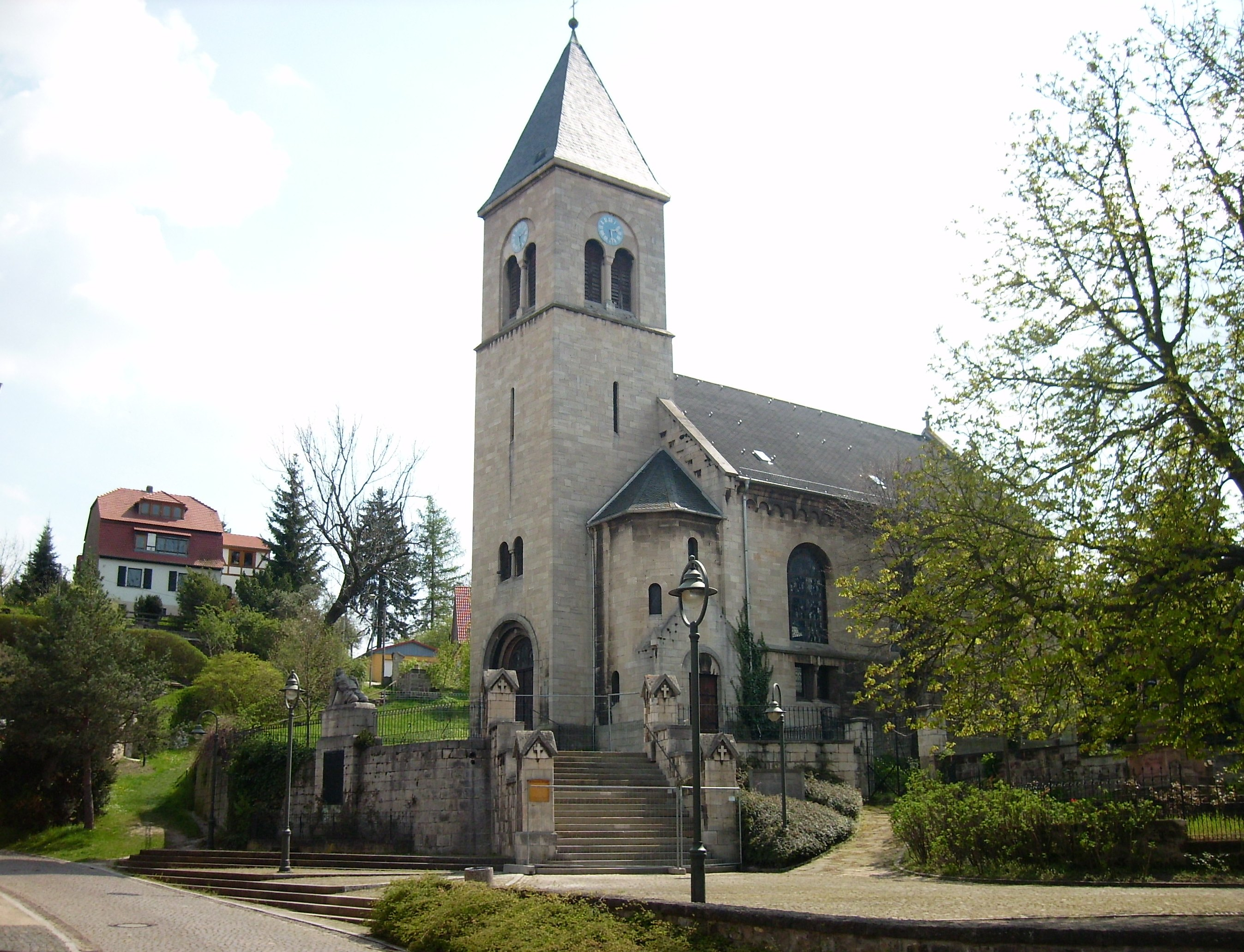
Kirche St. Rupert in Großjena
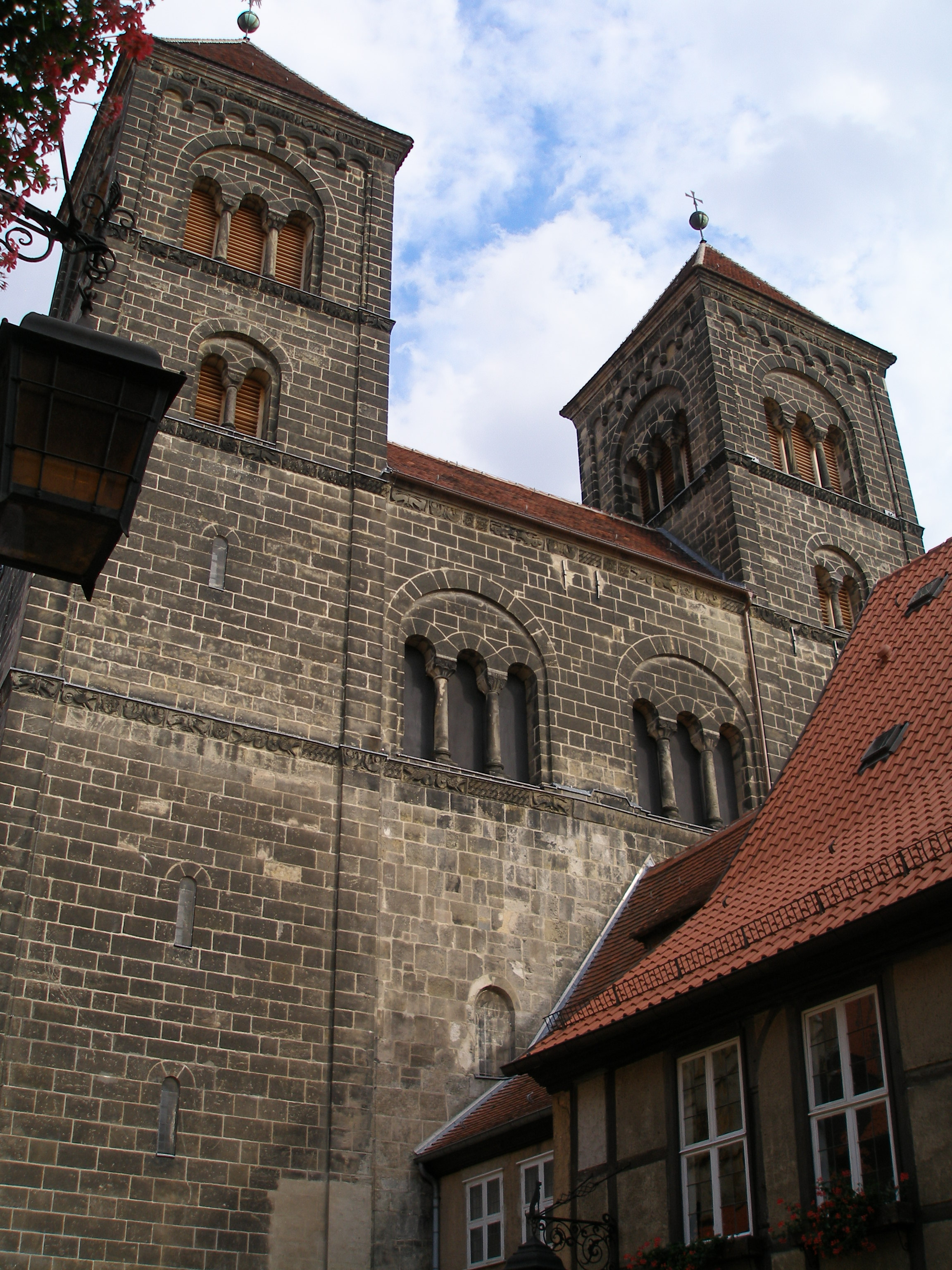
Westtürme der Quedlinburger Stiftskirche